# Musée Habib-Bourguiba
Le musée Habib-Bourguiba (arabe : متحف الحبيب بورقيبة), également appelé musée du Leader Habib Bourguiba ou Beït Bourguiba (بيت بورقيبة), est un musée tunisien aménagé dans le palais présidentiel de Skanès (Ksar Al Marmar) à Monastir et consacré à Habib Bourguiba, premier président de la République tunisienne entre 1957 et 1987.

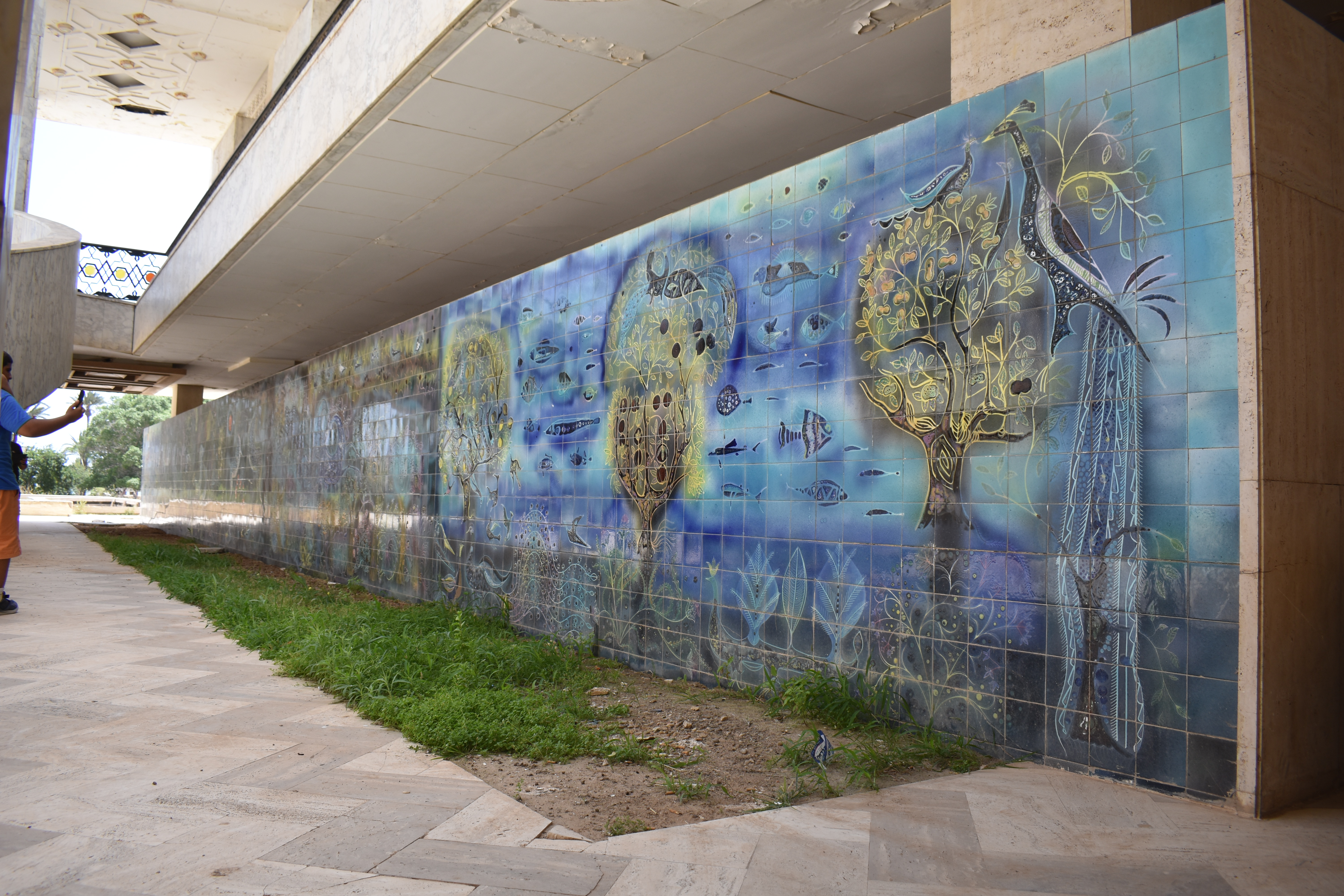
Céramiques murales réalisées par Abdelaziz Gorgi.

Ouvert le 6 avril 2013, à l'occasion du treizième anniversaire de sa mort, il rassemble ses effets personnels trouvés au palais présidentiel de Carthage, des albums de photographies, des enregistrements de ses discours, des archives, sa Mercedes ou encore une statue équestre en bronze.
Le coût global du projet est estimé à 3,2 millions de dinars selon le porte-parole de la présidence.
Le palais abrite des céramiques murales réalisées par l'artiste tunisien Abdelaziz Gorgi. Le 22 janvier 2024, cinq résidences d'été annexes au palais et les céramiques murales sont classées.